# Mitu
 Mitu  es un género de aves Galliformes de la familia Cracidae nativas de Suramérica.

## Características
Longitud entre 83 y 89 cm; plumaje negro, excepto en el vientre y la punta de la cola, donde es blanco o castaño. Ambos sexos de aspecto similar, sin cresta de plumas erectas desarrollada; pico rojo, arqueado y comprimido. Hábitos diurnos y terrestres.

## Especies
Se conocen cuatro especies de Mitu:
- Mitu mitu - pico de hacha (extinto en estado salvaje, 1980)
- Mitu salvini - paujil de Salvini o pavón nagüiblanco
- Mitu tomentosa - paujil culicolorado
- Mitu tuberosa - pavón pico de ají